# Stanzach
Stanzach – gmina w Austrii, w kraju związkowym Tyrol, w powiecie Reutte. Liczy 443 mieszkańców (1 stycznia 2015).